# Asia Pacific Poker Tour (1.ª temporada)
A primeira temporada da Asia Pacific Poker Tour foi disputada no ano de 2007 com quatro eventos nas cidades do Manila (Filipinas), Seul (Coreia do Sul), Macau e Sydney (Austrália).

## Resultados

### APPTManila
- Cassino: Hyatt Hotel & Casino Manila [1]
- Buy-in: US$2,500
- Duração do evento: 24 de agosto de 2007 à 26 de agosto de 2007
- Número de buy-ins: 255
- Premiação total: US$599,250
- Número de premiados: 24
- Mão vencedora: 10♠ 10♦

| Mesa final | Mesa final       | Mesa final |
| Pos.       | Nome             | Prêmio     |
| ---------- | ---------------- | ---------- |
| 1º         | Brett Parise     | US$179,775 |
| 2º         | Ira Blumenthal   | US$113,858 |
| 3º         | Nicholas Bamman  | US$62,921  |
| 4º         | Van Marcus       | US$44,940  |
| 5º         | Maor Feldinger   | US$35,955  |
| 6º         | Roger Spets      | US$26,966  |
| 7º         | Bas van Liere    | US$20,974  |
| 8º         | Kazuhiro Sato    | US$14,981  |
| 9º         | Derick Hernandez | US$11,386  |

### APPTSeul
- Cassino: Paradise Walker-Hill Casino [1]
- Buy-in: US$2,500 + US$200
- Duração do evento: 29 de setembro de 2007 à 30 de setembro de 2007
- Número de buy-ins: 186
- Premiação total: US$437,100
- Número de premiados: 16
- Mão vencedora: K♦ 10♣

| Mesa final | Mesa final       | Mesa final |
| Pos.       | Nome             | Prêmio     |
| ---------- | ---------------- | ---------- |
| 1º         | Ziv Bachar       | US$139,000 |
| 2º         | Jozef Berec      | US$87,420  |
| 3º         | Shinhan Sid Kim  | US$48,081  |
| 4º         | Michel St-Pierre | US$34,968  |
| 5º         | James Honeybone  | US$28,412  |
| 6º         | Seval Hegeland   | US$21,855  |
| 7º         | Roger Spets      | US$17,484  |
| 8º         | Dan Schreiber    | US$13,113  |
| 9º         | Paul Adams       | US$8,740   |

### APPTMacau
- Cassino: Grand Waldo Hotel & Casino [1]
- Buy-in: US$2,500
- Duração do evento: 23 de novembro de 2007
- Número de buy-ins: 352
- Premiação total: US$809,600
- Número de premiados: 40
- Mão vencedora: 8♦ 8♠

| Mesa final | Mesa final           | Mesa final |
| Pos.       | Nome                 | Prêmio     |
| ---------- | -------------------- | ---------- |
| 1º         | Dinh Le              | US$222,640 |
| 2º         | Ivan Tan             | US$129,536 |
| 3º         | Sangkyoun Kim        | US$72,864  |
| 4º         | Guillaume Patry      | US$56,672  |
| 5º         | Bertrand Grospellier | US$48,576  |
| 6º         | William Tam          | US$40,480  |
| 7º         | Liz Lieu             | US$32,384  |
| 8º         | Joe Hachem           | US$24,288  |
| 9º         | Simon Randall        | US$16,192  |

### APPTSydney
- Cassino: Star City Casino [1]
- Buy-in: AU$6,300
- Duração do evento: 13 de dezembro à 16 de dezembro
- Número de buy-ins: 561
- Premiação total: AU$3,366,000 (US$2,580,286)
- Número de premiados: 56
- Mão vencedora: Q♠ 6♠

| Mesa final | Mesa final        | Mesa final                |
| Pos.       | Nome              | Prêmio                    |
| ---------- | ----------------- | ------------------------- |
| 1º         | Grant Levy        | AU$1,000,000 (US$875,542) |
| 2º         | Jeremiah Vinsant  | AU$621,540 (US$544,184)   |
| 3º         | Lei He            | AU$322,280 (US$282,170)   |
| 4º         | Sol Bergren       | AUS230,200 (US$201,550)   |
| 5º         | Jai Kemp          | AU$158,838 (US$139,069)   |
| 6º         | Barry Kohlhoff    | AU$115,100 (US$100,775)   |
| 7º         | John Matwey       | AU$92,080 (US$80,620)     |
| 8º         | Vijayan Nagarajan | AU$69,060 (US$60,465)     |
| 9º         | Larry Wright      | AU$46,040 (US$40,310      |